# Björn at Haugi
Björn II Eriksson, detto at Haugi (dal norreno haugr , "del tumulo") (... – prima metà IX secolo), è stato un re semi-leggendario svedese.
Secondo la saga di Hervör era figlio di re Erik Björnsson e regnò in diarchia sul trono dello Svezia assieme al fratello Anund Uppsale. Presso la sua corte ospitava il poeta scaldo Bragi:
(saga di Hervör, cap. XVI)
Da notare che Bragi è anche il nome del dio della poesia norreno. Lo Skáldatal menziona presso la corte di re Björn un secondo poeta, Erpr lútandi.

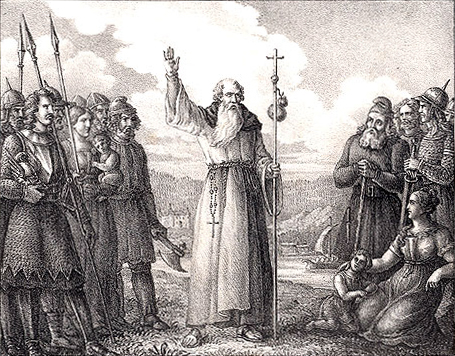
san Anscario, missionario cristiano ospitato da re Björn attorno al 829.
Illustrazione di Hugo Hamilton del 1830.

Una conferma della storicità di re Björn at Haugi si ritrova nella Vita Ansgarii di Rimberto di Brema, dove menziona un Bern re di Birka (città nei domini di re Björn), incontrato nel viaggio di san Anscario del 827-829:
(Vita Sancti Anscharii Archiepiscopi Hamburgensis, cap. XXI)
Il re fu ospitale con i missionari, ma non si convertì, sebbene Herigar, uno dei suoi consiglieri, lo fece.
Rimberto cita anche un re svedese Anoundus, esiliato ma tornato con l'aiuto danese. Bern e Anoundus vengono usualmente identificati con  i fratelli Björn e Anund.
Durante la seconda visita missionaria di san Anscario, nel 852, entrambi i fratelli erano deceduti ed era recentemente salito al trono re Olaf.
Björn e Amund sono citati tra i 100 e i 150 anni dopo da Adamo da Brema, sebbene vi siano delle discordanze di date.
Il Landnámabók riporta che Þórðr knappr, uno dei primi abitanti dell'Islanda, era figlio di Björn at Haugi.